# 执政官宫 (普拉托)
执政官宫（義大利語：Palazzo Pretorio）是意大利托斯卡纳大区普拉托的一座历史建筑。 原为旧市政厅，矗立在现在的市政厅前。现为普拉托市民博物馆所在地，该博物馆成立于1858 年，1912 年迁入执政官宫，2013 年 9 月重新开放。
目前的建筑是由三座13 世纪末和 14 世纪初地独立建筑合并而成：执政官 、司法机关和监狱。从立面不同的建筑材料仍然可以看出早期建筑的轮廓。

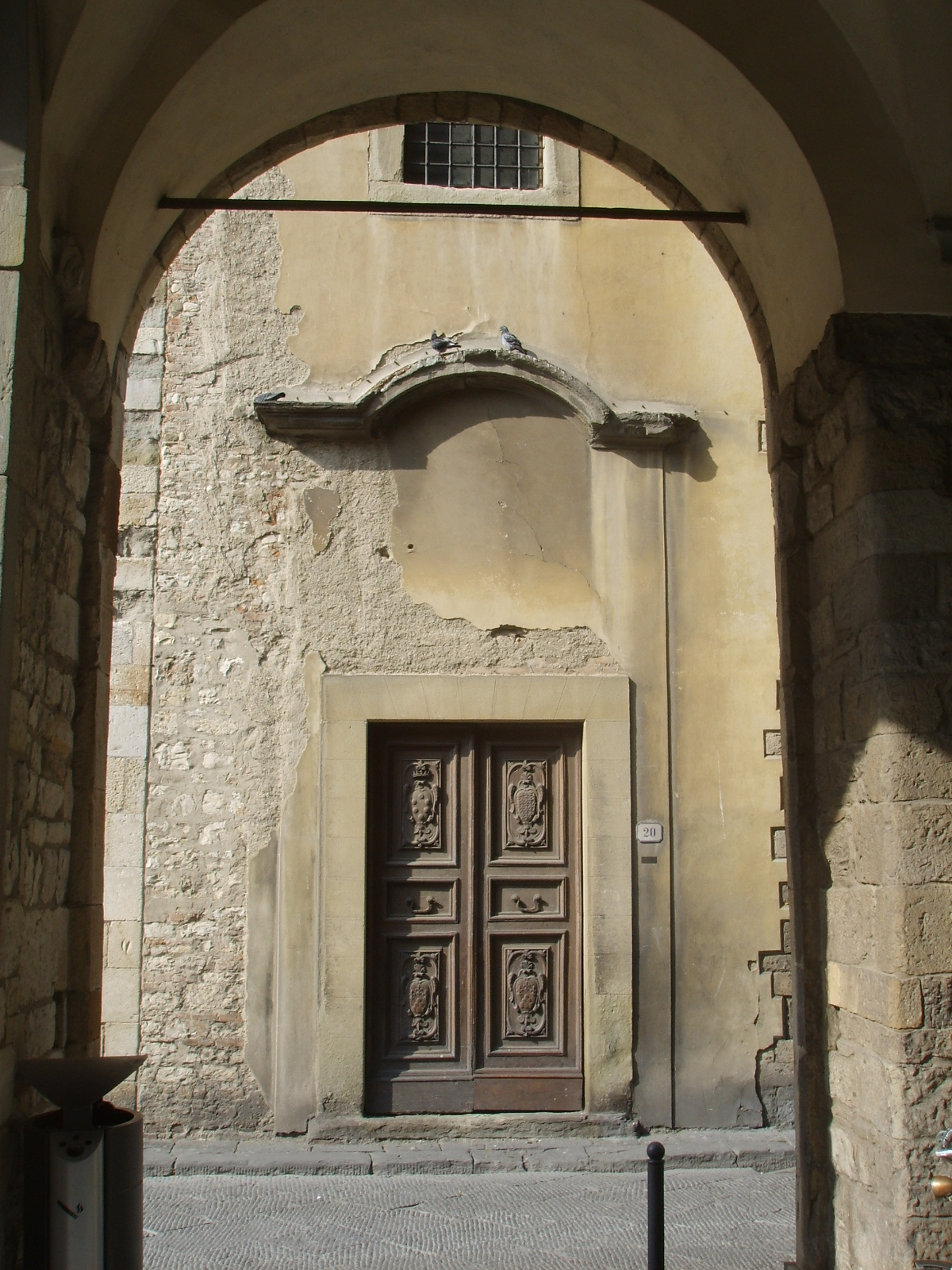
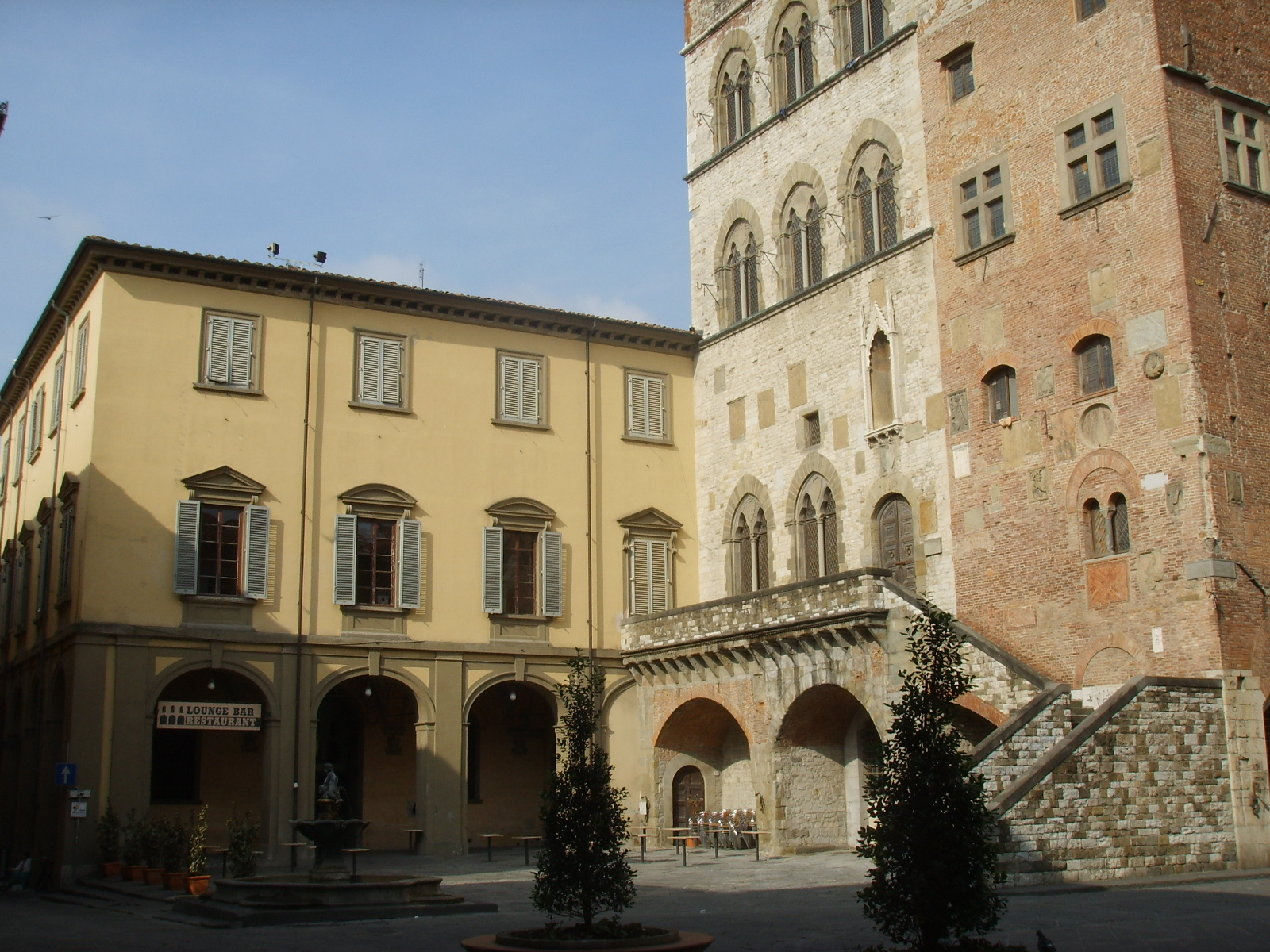
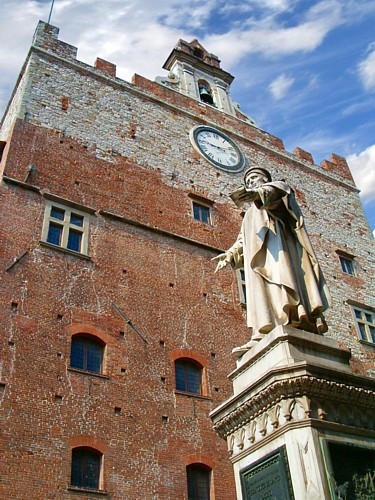
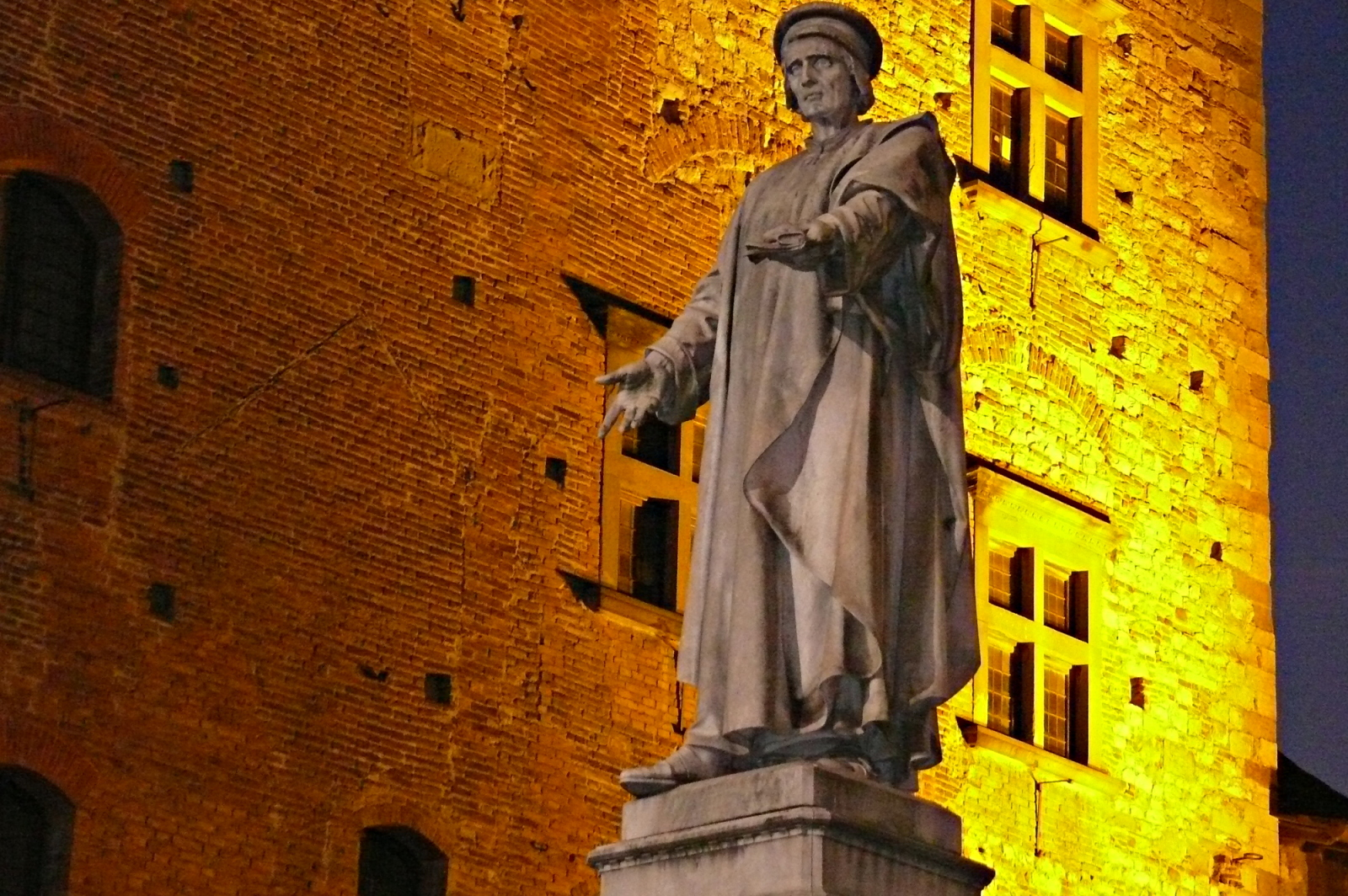

## 市民博物馆藏品
市民博物馆收藏了许多从中世纪到 19 世纪的艺术作品

### 绘画
- 真福雅各波内，约 1435 年，湿壁画，181 × 59厘米 ，保罗·乌切洛
- 切波 圣母，1452–1453，板面蛋彩画，187 x 120厘米，菲利波·利皮
- Girdle 圣母，1456–1460，板面蛋彩画，207 x 200厘米，菲利波·利皮
- 朝拜圣婴，与圣味增德，1455-1466 年，板面蛋彩画，146.5 x 156.5厘米，菲利波·利皮
- 圣母、圣婴，圣斯德望和加大肋纳, 安多尼和马加利大 ，1498 年，湿壁画，239 x 141 x 71 厘米，作者菲利波·利皮
- 钉十字架，1501，板面蛋彩画，31.2 x 23.4厘米，菲利波·利皮
- 圣母、圣婴，圣斯德望和洗者若翰，1502–1503 年，板面蛋彩画，132 x 118厘米，菲利波·利皮
- 圣母领报与圣儒利亚纳，约 1455 年，板面蛋彩画，75 x 48厘米由 菲利波·利皮和迪亚曼特修士
- 耶稣降生与圣乔治和圣味增德，板面蛋彩画，159 x 168厘米， 菲利波·利皮工作室
- 献耶稣于圣殿，贤士的朝拜，婴儿的屠杀，板面蛋彩画，26 x 160厘米，迪亚曼特修士
- 加冕圣母、圣婴与圣热罗尼莫、方济各、安多尼和路易，约 1483 年，板面蛋彩画，157 x 133厘米，弗朗切斯科·博蒂奇尼
- 圣母、圣婴与年轻的圣若翰洗者，板面蛋彩画，直径113,5厘米。拉菲利诺·德尔嘉宝

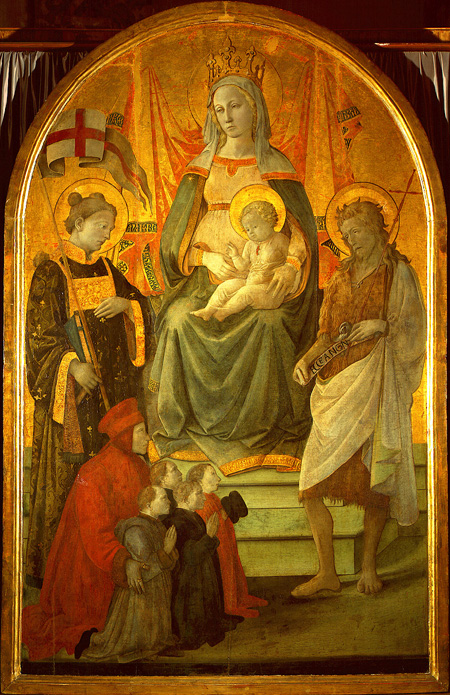
菲利波·利皮,切波圣母
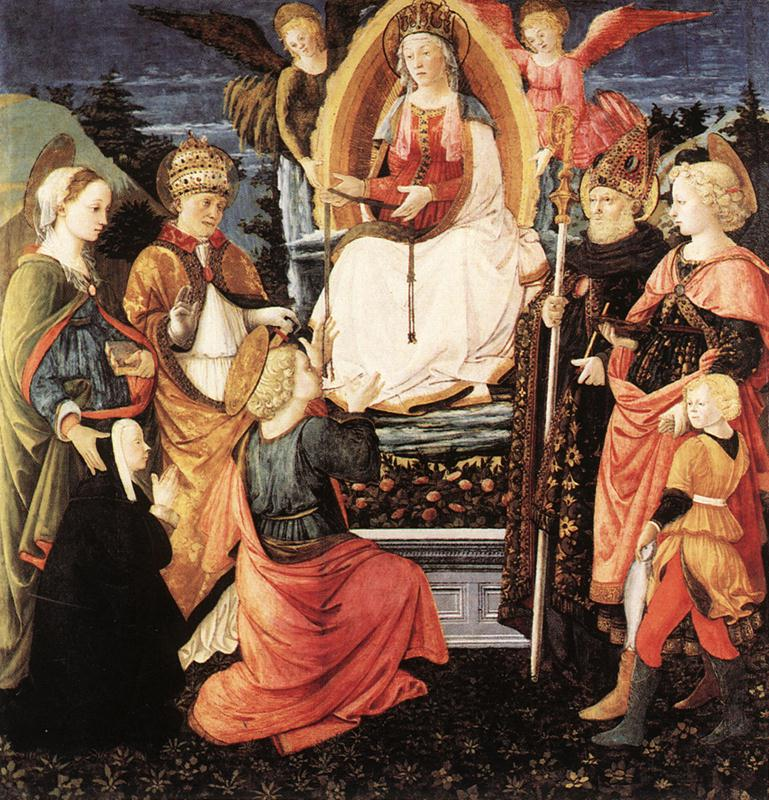
菲利波·利皮, Madonna della Cintola
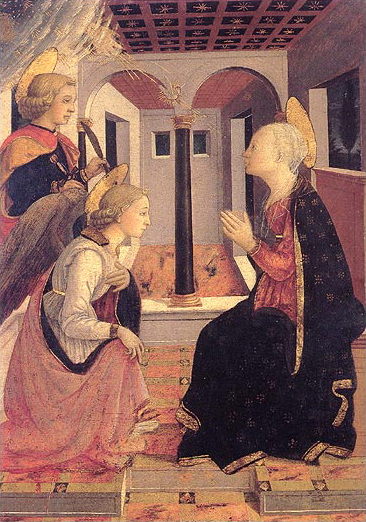
菲利波·利皮, 圣母领报与圣儒利亚纳
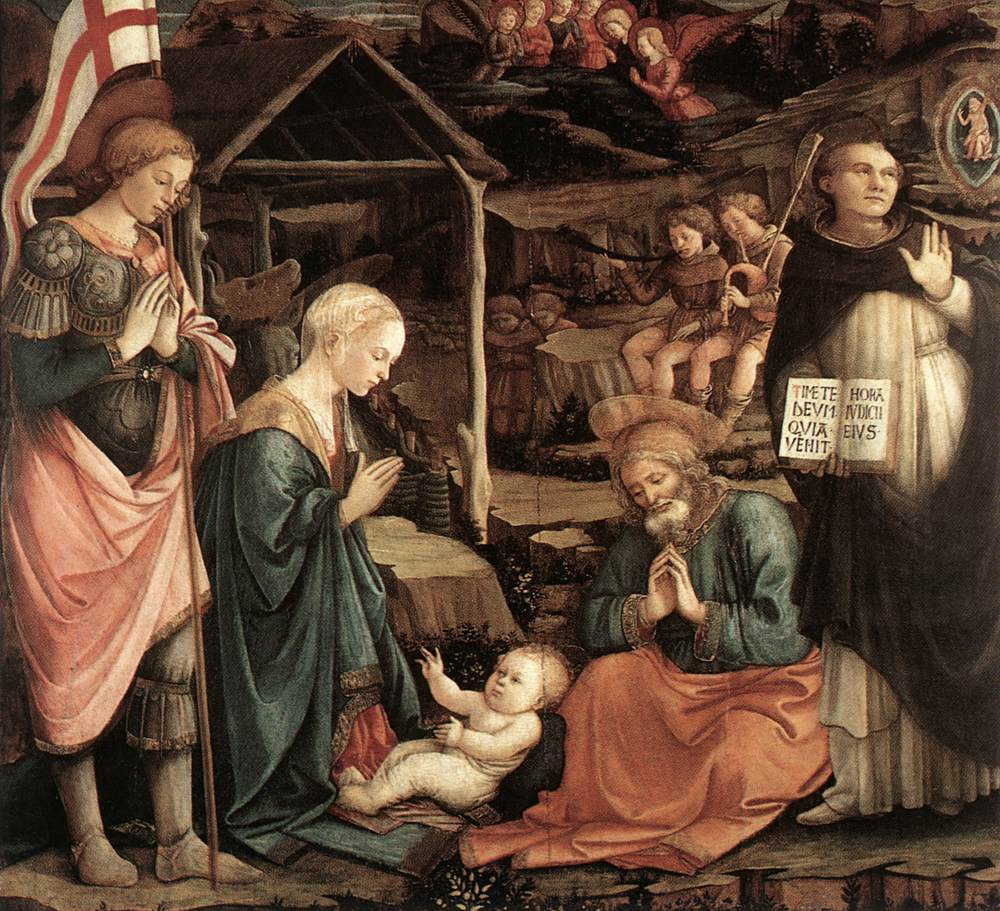
菲利波·利皮, 朝拜圣婴，与圣味增德
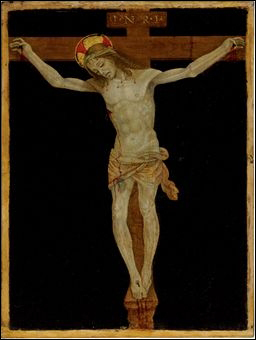
菲利波·利皮，钉十字架

### 雕塑
- 圣安多尼院长和两个天使，带釉陶瓦，103 x 186.5厘米， 安德里亚·德拉·罗比亚